# Происшествие в Утиноозёрске
«Происшествие в Утиноозёрске» — советская экологическая комедия режиссёра Семёна Морозова, снятая по сценарию Леонида Треера на киностудии «Мосфильм» в 1988 году.

## Сюжет
Бескомпромиссный борец за чистоту Утиного озера Спартак Заборов терпит поражение в своей тяжбе с руководством химкомбината. Ему не остаётся ничего, кроме попытки обхитрить противника.
Смастерив чучело доисторического ящера, Заборов добился, что в городе поверили, что они не хуже, чем какой-то Лох-Несс. На его приманку попалась и пресса, и представители науки. Нашлось большое число «очевидцев», видевших «нечто» своими глазами.
Встревоженный поднявшимся интересом к озеру, директор комбината дал указание своим помощникам найти и уничтожить неведомое чудовище.
Корреспондент местной газеты становится невольным свидетелем странных заплывов Заборова и спешит в редакцию для отмены сенсационной статьи. Но тут, неожиданно для всех, на поверхности озера появляется настоящий диплодок, которого обнаружил Жгульев.

## В ролях
- Владимир Стеклов — Спартак Сергеевич Заборов
- Александр Панкратов-Чёрный — Евгений Иванович Жгульев, директор мебельного магазина
- Любовь Полищук — Зоя Мироновна Жгульева
- Евдокия Германова — Альбина Васильевна
- Александр Белявский — Павел Андреевич, директор химкомбината
- Валентин Смирнитский — помощник директора химкомбината
- Александр Пашутин — Лавр Григорьевич Горячин, директор института
- Виктор Ильичёв — Алексей Петрович, корреспондент газеты «Заря Утиноозёрска»
- Геннадий Ялович — Андрей Михайлович, редактор газеты «Заря Утиноозёрска»
- Борис Новиков — Трофим Семёнович, старожил-долгожитель
- Наталья Гурзо — подруга Альбины
- Валентин Брылеев — очевидец
- Виктор Уральский — ветеран
- Наталья Крачковская — вдова журналиста
- Александр Пятков — охотник на ящера
- Клавдия Хабарова
- Виктор Филиппов — парикмахер
- Светлана Старикова — эпизод

## Съёмочная группа
- Автор сценария: Леонид Треер
- Режиссёр-постановщик: Семён Морозов
- Оператор-постановщик: Виктор Пищальников
- Композитор: Сергей Жуков
- Исполнитель песен: Сергей Коржуков
- Текст песен: Р. Виноградова
- Художник-постановщик: Стален Волков
- Режиссёр: А. Авшалумов
- Оператор: Л. Андрианов
- Звукооператор: И. Зеленцова
- Дирижёр: Сергей Скрипка
- Художник по костюмам: Н. Крючкова
- Художник-гримёр: И. Перминова
- Монтаж: Л. Мельман
- Редактор: Р. Буданцева
- Музыкальный редактор: А. Беляев
- Комбинированные съёмки:
  - Оператор: В. Якубович
  - Художник: И. Иванова
  - Кукловод: А. Дзюбин
- Ассистенты режиссёра:
  - А. Мягков
  - Л. Пивоварова
- Мастер по свету: Б. Ламбдон
- Директор: Марк Шадур

## Технические данные
- Широкий экран
- Цветной
- 1962,2 метра
- 72 минуты

## Рецензии
- Туровский В. С. Без веселья и отваги // Советская культура : газета. — 1988. — 17 ноября (№ 138 (6550)). — С. 4.